# کانتن ژوفرا
کانتن ژوفرا (فرانسوی: Quentin Jouffroy‎؛ زادهٔ ۵ ژوئیهٔ ۱۹۹۳) بازیکن والیبال اهل فرانسه است.
از باشگاه‌هایی که در آن بازی کرده است می‌توان به باشگاه والیبال تور اشاره کرد.